# Pino Leccisi
Pino Leccisi (Lecce, 5 settembre 1931 – Roma, 5 ottobre 1998) è stato un politico e avvocato italiano.

## Biografia
Avvocato ed esponente pugliese della Democrazia Cristiana della corrente "dorotea". Viene eletto per la prima volta alla Camera dei deputati nel 1976, riuscendo a confermare il proprio seggio per cinque legislature consecutive, rimanendo in carica fino al 1994.
Nei primi anni '80 ha ricoperto anche il ruolo di Sottosegretario di Stato per le poste e le telecomunicazioni e poi di Sottosegretario di Stato per il lavoro e la previdenza sociale, facendo parte di sei diversi governi.
Muore a 67 anni, nell'ottobre del 1998.
Suo figlio, Ivano Leccisi, è stato deputato di Forza Italia dal 2001 al 2006.